# 鏡港
鏡港（かがみこう）は、熊本県八代市にある地方港湾。港湾管理者は八代市。

## 概要
鏡川河口部に位置する港湾で、周囲は干拓地に囲まれている。漁船・プレジャーボートなどの利用が主で、旅客航路の発着はない。右岸側には鏡町漁業協同組合の事務所が置かれている。
港奥部を熊本県道338号八代不知火線が横断しており、鏡川に横江大橋が架かっているが、2016年4月16日に発生した熊本地震の本震で中央付近の橋脚が約2メートル沈下したため、全面通行止となった。その後、上下流部に仮桟橋が建設され、2017年6月1日から上流部の仮桟橋を使用して最大積載重量2トン以下の車両は通行可能となった。今後、2019年3月末の完成を目指して本復旧が行われる予定である。

## 港湾施設
- 浮桟橋（L=194m）
- -1.0m物揚場（L=311m）
- 船揚場（L=15m）
- 野積場（5,279m2）